# 佩爾申貝
佩爾申貝是土耳其的城鎮，由奧爾杜省負責管轄，位於該國北部黑海沿岸，距離首府奧爾杜13公里，面積237平方公里，處於海拔水平面，2011年人口9,276。

## 外部連結
- District governor's official website （页面存档备份，存于） （土耳其文）
- District municipality's official website （页面存档备份，存于） （土耳其文）
- Road map of Perşembe and environs
- Various images of Perşembe, Ordu （页面存档备份，存于）

41°03′56″N 37°46′17″E / 41.06556°N 37.77139°E